# Georg Behrmann (Dichter)
Friedrich Georg Behrmann (* 12. Februar 1704 in Hamburg; † 28. November 1756 (nach anderen Angaben: 12. November) ebenda) war ein deutscher Kaufmann, Gelegenheitsdichter und Sammler.

## Leben und Wirken
Georg Behrmann entstammte einer Hamburger Kaufmannsfamilie und war der Sohn des Kaufmanns Johann Behrmann und Ilsabe geb. von Lengerke. Er absolvierte die Gelehrtenschule des Johanneums und arbeitete anschließend als Kaufmann in seiner Geburtsstadt. 1735 übernahm er die Verwaltung der Post, die nach Amsterdam verkehrte. Behrmann war mit Friedrich von Hagedorn befreundet, der ihn zu schriftstellerischen Tätigkeiten ermunterte. Behrmann verfasste zwei in Alexandrinern gehaltenen Dramen nach Vorbildern aus den Schriften Pierre Corneilles. Caroline Neuber, die von Behrmann unterstützt wurde, führte die Theaterstücke auf. Meta Moller spielte in einer Privatvorstellung die Rolle der Camilla, die in Behrmanns Horatiern vorkommt.
1749 erhielt Behrmann die Ehrenmitgliedschaft der Deutschen Gesellschaft zu Göttingen.
Behrmann war auch ein bedeutsamer Sammler besonders von Gelegenheitsschriften wie etwa Trauergedichten. Seine mehrere hundert Konvolute umfassende Sammlung wurde nach seinem Tod von seiner Familie versteigert und gelangte teilweise in den Besitz von Arnold Schuback. Nach dessen Tod wurde sie von Otto Christian Gaedechens erworben und gelangte schließlich in die Hamburgensien-Abteilung der damaligen Hamburger Stadtbibliothek. 1943 wurde sie bei Luftangriffen gänzlich vernichtet, der Umfang der Sammlung ist aber durch Kataloge rekonstruierbar.
Behrmann war mit der Kaufmannstochter Magdalena Gull verheiratet, mit der er zwei Söhne und drei Töchter hatte.

## Werke
- Textbücher zu zwei Kantaten von Georg Philipp Telemann:
  - Danket dem Herrn und prediget  (TVWV 1:161, Komposition verschollen), aufgeführt am 14. Sonntag nach Trinitatis 1726 in Hamburg[3]
  - Da aber die Zeit erfüllet war  (TVWV 1:154),[4] aufgeführt am 2. Weihnachtstag 1726 in Hamburg[5]
- Die Horazier (Trauerspiel nach Horace von Corneille). 1733, 3. Fassung 1751; uni-rostock.de.
- Timoleon der Bürgerfreund. Ein Trauerspiel [Uraufführung 1735]. Mit einer Vorrede v. Johann Matthias Dreyer. Hamburg. 1741 (2. Fassung); urn:nbn:de:gbv:3:1-340119. Frankfurt/Leipzig 1750; Digitalisat in der Google-Buchsuche.
- Ode von Georg Behrmann vom März 1738 an Michael Richey zum frühen Tode seines Sohnes Johann Richey. 1738.
- Nachruhm des hoch ehrwürdigen in Gott andächtigen und hochgelahrten Herrn Johann Christoph Wolfs Pastor zu St. Catharinen Scholarchä auch Mitgliedes der Kgl. Preuß. Societät der Wissenschaften […]. Hamburg 1739.
- Des Herrn P. Corneille Gedanken von den Schauspielen. (Übersetzung). Hamburg o. J.
- Rodogüne, Prinzeßin der Parther. Ein Trauerspiel des Herrn von Corneille (Übersetzung). posthum gedruckt 1767; urn:nbn:de:gbv:18-5-PPN8778456700.